# Jill Sobule
Jill Sobule (Denver, 16 de gener de 1959 — Minneapolis, 1 de maig de 2025) va ser una cantautora, compositora i activista estatunidenca.
Va assolir notorietat amb «I Kissed a Girl» (1995), considerada la primera cançó amb temàtica obertament lèsbica que va entrar al Top 20 de Billboard, i que esdevingué un himne de visibilitat i llibertat per a la comunitat LGTBIQ+. Una altra de les seves peces més conegudes fou Supermodel, inclosa a la banda sonora del film Clueless (1995). Al llarg de més de tres dècades, va publicar dotze àlbums i va destacar per la diversitat temàtica de les seves lletres (la mort, l’anorèxia, l’homosexualitat i la salut mental). La seva música, marcada per la fusió de folk, pop i rock, es caracteritzava per l’ús de lletres autobiogràfiques amb una forta càrrega de crítica social i humor intel·ligent, sovint amb un to narratiu o irònic. Va ser pionera en l’ús del micromecenatge per finançar música independent. El 2022 va estrenar a Nova York el musical autobiogràfic Fck7thGrade, que va rebre una nominació als Drama Desk Awards.
La seva mort es va produir l’any 2025, als 66 anys, a causa d’un incendi al seu domicili a Minnesota. El seu representant, John Porter, va confirmar la notícia i en va destacar el compromís amb els drets humans i l’impacte cultural de la seva obra.  A Denver es va programar un concerthomenatge com a reconeixement pòstum.
Sobule va formar part d'una generació de cantautores de mitjans dels anys 90 que incloïa artistes com Juliana Hatfield, Lisa Loeb i Liz Phair. Aquesta generació va emergir com una resposta al moviment grunge masculí de la dècada anterior, tot i que Sobule va reconèixer les dificultats derivades del sexisme que va acompanyar la seva carrera a la televisió i en les portades de revistes.